# Michael Connolly (chính khách Canada)
Michael Robert Davies Connolly (sinh ngày 3 tháng 3 năm 1994) là một chính khách người Canada, là thành viên được bầu vào Hội đồng lập pháp Alberta, đại diện cho khu vực bầu cử của thành phố Calgary-Hawkwood. Sau khi đắc cử, ông trở thành MLA trẻ thứ hai được bầu chọn ở tuổi 21 và là một trong ba người LGBT công khai đầu tiên được bầu vào cơ quan lập pháp của tỉnh bang Alberta, cùng với các đồng nghiệp họp là Ricardo Miranda và Estefania Cortes-Vargas.
Ông hiện đang giữ chức phó chủ tịch Ủy ban Thường vụ về Hóa đơn tư nhân và là thành viên của Ủy ban Thường vụ về Tương lai Kinh tế của Alberta. Trước đây ông đã từng là thành viên của Ủy ban Thường vụ về Văn phòng Lập pháp và Ủy ban Trách nhiệm và Đạo đức Đặc biệt.
Connolly đã tuyên bố ông sẽ không tìm kiếm sự tái tranh cử vào năm 2019.